# Budapest Challenger 2004
Il Budapest Challenger 2004 è stato un torneo di tennis facente parte della categoria ATP Challenger Series nell'ambito dell'ATP Challenger Series 2004. Il torneo si è giocato a Budapest in Ungheria dal 17 al 22 maggio 2004 su campi in terra rossa.

## Vincitori

### Singolare
Novak Đoković ha battuto in finale  Daniele Bracciali con il punteggio di 6–1, 6–2

### Doppio
Kornel Bardoczky /  Gergely Kisgyorgy hanno battuto in finale  Daniele Bracciali /  Manuel Jorquera con il punteggio di 6–4, 6–2